# Krkanka
Krkanka je přírodní rezervace poblíž obce České Lhotice v okrese Chrudim. Spravuje ji Agentura ochrany přírody a krajiny ČR – RP Východní Čechy.

## Důvod ochrany
Důvodem ochrany je morfologicky členité území s hlubokým kaňonem řeky Chrudimky a jejich přítoků. Území se vyznačuje řadou geomorfologických jevů (mrazové sruby, kamenná moře, sutě, balvanitá řečiště, vodopád na jednom z přítoků Chrudimky) dále pak zastoupení přirozených lesních společenstev s bohatým výskytem řady botanických a zoologických druhů. Území je hnízdištěm výra velkého. V rezervaci bylo zjištěno 499 druhů motýlů, během výzkumu v roce 1996 jich bylo zjištěno 405 v 11 486 jedincích.

## Poloha

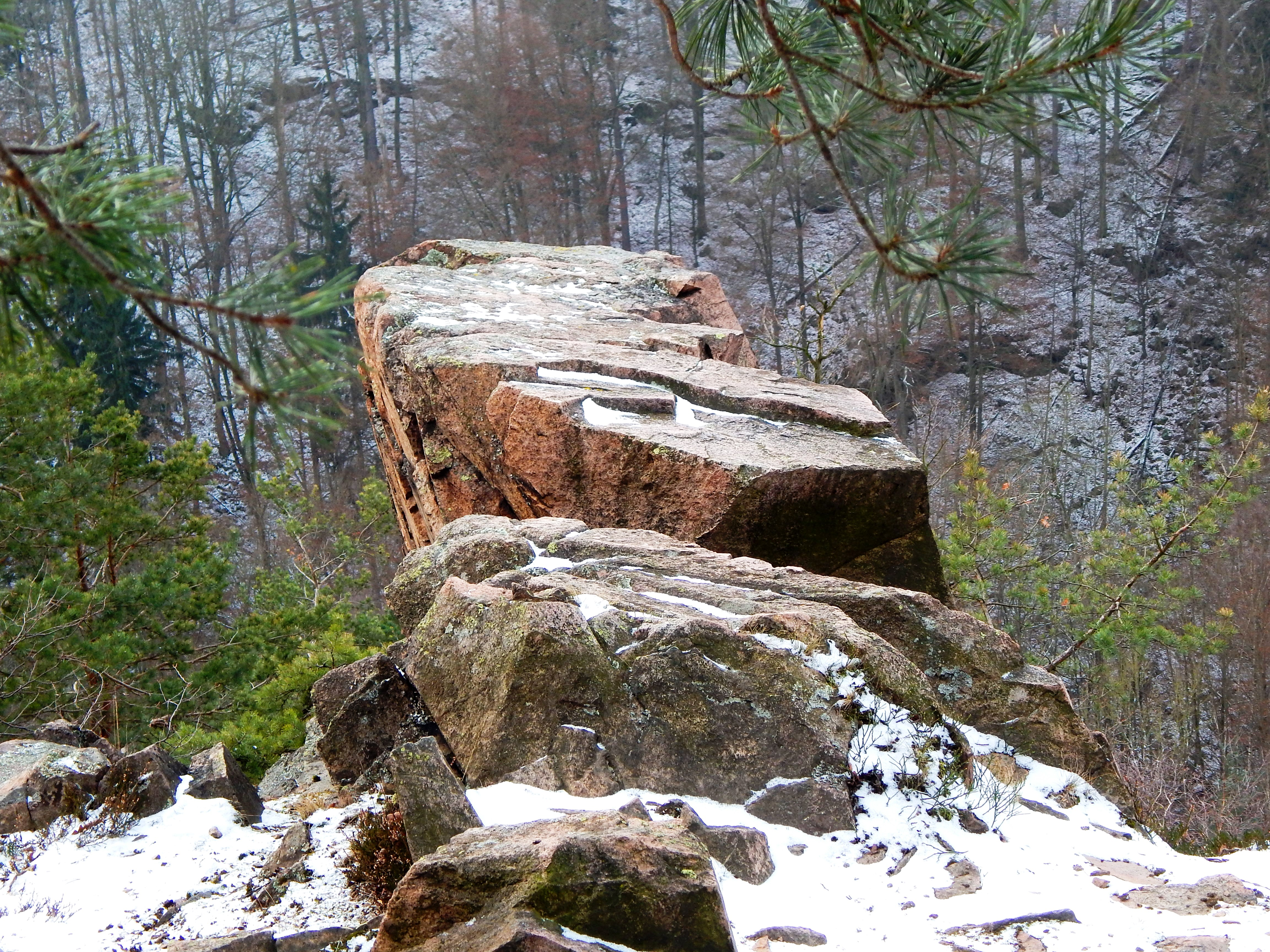
Skály nad údolím Chrudimky
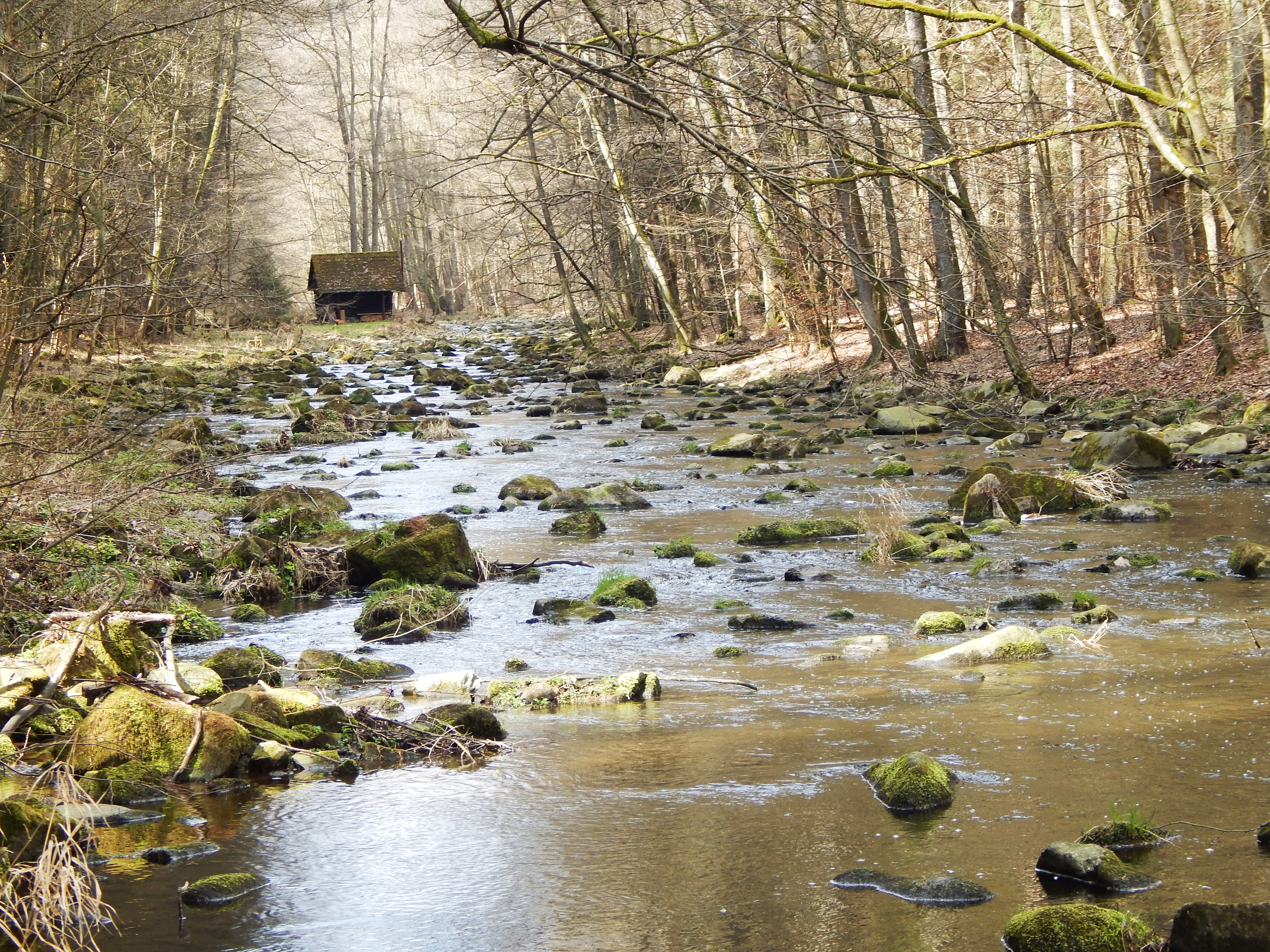
Na dně údolí

Přírodní rezervace se nachází v jihovýchodní části Železných hor a na území stejnojmenné CHKO. Zahrnuje hluboce zaříznuté údolí řeky Chrudimky vymezené ze západu hrází vodní nádrže Křižanovice I a z východu mostem na cestě spojující obce Nasavrky a Práčov, dále pak trojici jižně směrovaných bočních údolí. Na rezervaci Krkanka na východě plynule navazuje přírodní rezervace Strádovské Peklo, která ale na rozdíl od Krkanky není volně přístupná z důvodu oplocení Slavické obory. Ze stejného důvodu nelze k přístupu do Krkanky využít zmíněnou cestu ze směru od Práčova. Podél Chrudimky prochází Krkankou pěšina, která má počátek na jižním zakončení křižanovické přehrady a konec u zmíněného mostu. Její část využívá okruh naučné stezky Keltská stezka Železnými horami. Ve východní části rezervace se nachází chatová osada.